# Gonomyia ibo
Gonomyia ibo är en tvåvingeart som beskrevs av Alexander 1974. Gonomyia ibo ingår i släktet Gonomyia och familjen småharkrankar.
Artens utbredningsområde är Nigeria. Inga underarter finns listade i Catalogue of Life.